# René Pollesch
René Pollesch, född 29 oktober 1962 i Friedberg i Hessen, död 26 februari 2024 i Berlin, var en tysk dramatiker och teaterregissör.

## Biografi
1983-1989 studerade René Pollesch vid Institut für Angewandte Theaterwissenschaft (institutet för tillämpad teatervetenskap) vid Justus-Liebig-Universität i Gießen. Som dramatiker debuterade han 1990 med en dramatisering av Ovidius Metamorphosen (Metamorfoser) på Theater Heidelberg. Hans första originalpjäs Splatterboulevard som han också regisserade själv hade premiär på Theater am Turm i Frankfurt am Main 1992. 1996 fick han ett ettårigt arbetsstipendium till Royal Court Theatre i London. 1998 gjorde han sin första uppsättning för Volksbühnes annexscen Prater i Berlin där han sedan var konstnärlig ledare 2001-2007. 1999-2000 var han husdramatiker och regissör vid Luzerner Theater i Schweiz och därefter vid Deutsches Schauspielhaus i Hamburg. Förutom i Berlin, Hamburg, Frankfurt och Luzern har han regisserat i München, Wien och Zürich. Bland priser han tilldelats kan nämnas Mülheimer Dramatikerpreis 2001 och Nestroy-Theaterpreis 2007. 2002 utsågs han till årets dramatiker av den prestigefyllda teatertidskriften Theater heutes kritikerpanel. 2002 deltog han första gången på Berliner Theatertreffen med uppsättningen av sin egen Prater Trilogie från Praterteatern och 2004 var han inbjuden till både Avignonfestivalen och Ruhrfestspiele i Recklinghausen med sin uppsättning av den egna Pablo in der Plusfiliale. 2012 deltog han på nytt på Berliner Theatertreffen med sin uppsättning av den tillika egna pjäsen Kill Your Darlings ! - Streets of Berladelphia på Volksbühne. Från 2021 och fram till sin död var han teaterchef på Volksbühne.
Som dramatiker räknas han till den postdramatiska teatern; han arbetade ofta i collageform. Hans registil har beskrivits som visuellt utmanande och anarkistisk.
2003 skulle Riksteatern ha spelat hans Människor på skithotell (Menschen in Scheiß-Hotels) som ingick i Prater-trilogin i regi av honom själv, men det hela ställdes till slut in på grund av sjukdom. 2006 sattes hans Heidi Hoo arbeitet hier nicht mehr (på finska Heidi Hoo ei ole enää täällä töissä) upp av Q-teatteri i Helsingfors i regi av Mika Leskinen.